# Dacia Duster III
A treia generație de Duster (nume de cod P1310) va fi disponibilă din 2024, și va fi construită pe platforma CMF-B LS, folosită și de alte modele Dacia, precum Logan.
Din martie 2023, prototipuri camuflate au fost văzute fiind testate în România înainte de lansarea oficială, planificată până la sfârșitul anului 2023.

## Prezentare generală
Dacia a confirmat că următoarea generație va „veni în curând” și că va folosi pe scară largă materiale reciclate (în proporție de 20% față de 12% pe generația precedentă).